# 清武町正手
清武町正手（きよたけちょうしょうで）とは、宮崎県宮崎市および旧宮崎郡清武町の地名。清武地域自治区に属している。郵便番号は889-1603。1丁目から3丁目が設置されているが、住居表示未実施地区である。

## 地理
宮崎市の中南部、清武川右岸に位置する。もともと宮崎郡清武町の一部であり、清武町船引の一部をもって設置された。かつて南九州コカ・コーラボトリング宮崎工場があったが、えびの工場への移転により閉鎖。跡地を商業施設「ベアーズモール清武」として使用されている。

## 歴史
- 2010年（平成22年）3月23日 - 清武町が宮崎市に編入合併となる。その際に大字が省略される。

## 世帯数と人口
2023年（令和5年）3月1日現在の世帯数と人口は以下の通りである。
| 町丁            | 世帯数  | 人口  |
| --------------- | ------- | ----- |
| 清武町正手1丁目 | 354世帯 | 679人 |
| 清武町正手2丁目 | 329世帯 | 564人 |
| 清武町正手3丁目 | 252世帯 | 501人 |

## 小・中学校の学区
市立小・中学校に通う場合、学区は以下の通りとなる。
| 町名       | 小学校             | 中学校             |
| ---------- | ------------------ | ------------------ |
| 清武町正手 | 宮崎市立清武小学校 | 宮崎市立清武中学校 |

## 交通

### バス
宮交グループの運営するバスが営業している。

### 鉄道
JR日豊本線が通っている。清武駅と接しているが、駅裏からは利用できない。

### 道路
- 宮崎自動車道
- 国道269号
- 宮崎県道13号高岡郡司分線
- 宮崎県道348号清武停車場線

## 施設
- ベアーズモール清武